# الجريف (الطفة)

تعديل مصدري - تعديل

الجريف هي إحدى قرى عزلة ال هياش بمديرية الطفة التابعة لمحافظة البيضاء، بلغ تعداد سكانها 117 نسمة حسب تعداد اليمن لعام 2004.